# عقد 590
عقد 590 هو عقد امتد بين 1 يناير 590 و31 ديسمبر 599 بحسب التقويم الميلادي. سبقه عقد 580 ولحقه عقد 600.

## مواليد
- عرفجة بن هرثمة البارقي (592)
- زينب بنت خزيمة (595)
- مارتينا (598)
- براهماغوبتا (598)
- الإمبراطورة كوغيوكو (594)
- ميمونة بنت الحارث (594)
- خالد بن الوليد (592)
- زينب بنت جحش (592)
- الزبير بن العوام (594)
- أسماء بنت أبي بكر (595)
- هشام بن الوليد (592)

## وفيات
- بهرام جوبين (592)
- هشام بن المغيرة (598)
- جونتران (593)
- تالييسن (599)
- أوثاري ملك اللومبارد (590)
- بلاجيوس الثاني (590)
- يشوعيهب الأول (596)
- تشي يي (597)
- إفاغريوس سكولاستيكوس (594)
- زوتو دوق بينيفينتو (591)
- غاريبالد الأول من بافاريا (593)

## كتب
- Yves Denis Papin (1998). Chronologie de l'histoire ancienne. Lieu de publication non identifié: Éditions Jean-paul Gisserot. ISBN:2-87747-346-5. OCLC:40746926. مؤرشف من الأصل في 2022-03-16.
- موسوعة حضارة العالم (2002) لأحمد محمد عوف.

## روابط خارجية
- تصفح سنة بسنة عقد 590 على موقع onthisday.com
- تصفح سنة بسنة عقد 590 ابتداءً من سنة عقد 590 على موقع المكتبة الوطنية الفرنسية